# Malagoniella puncticollis
Malagoniella puncticollis là một loài bọ cánh cứng trong họ Bọ hung (Scarabaeidae).